# Urgleptes euprepes
Urgleptes euprepes är en skalbaggsart som först beskrevs av Bates 1885.  Urgleptes euprepes ingår i släktet Urgleptes och familjen långhorningar. Inga underarter finns listade i Catalogue of Life.